# Hugh Maaskant

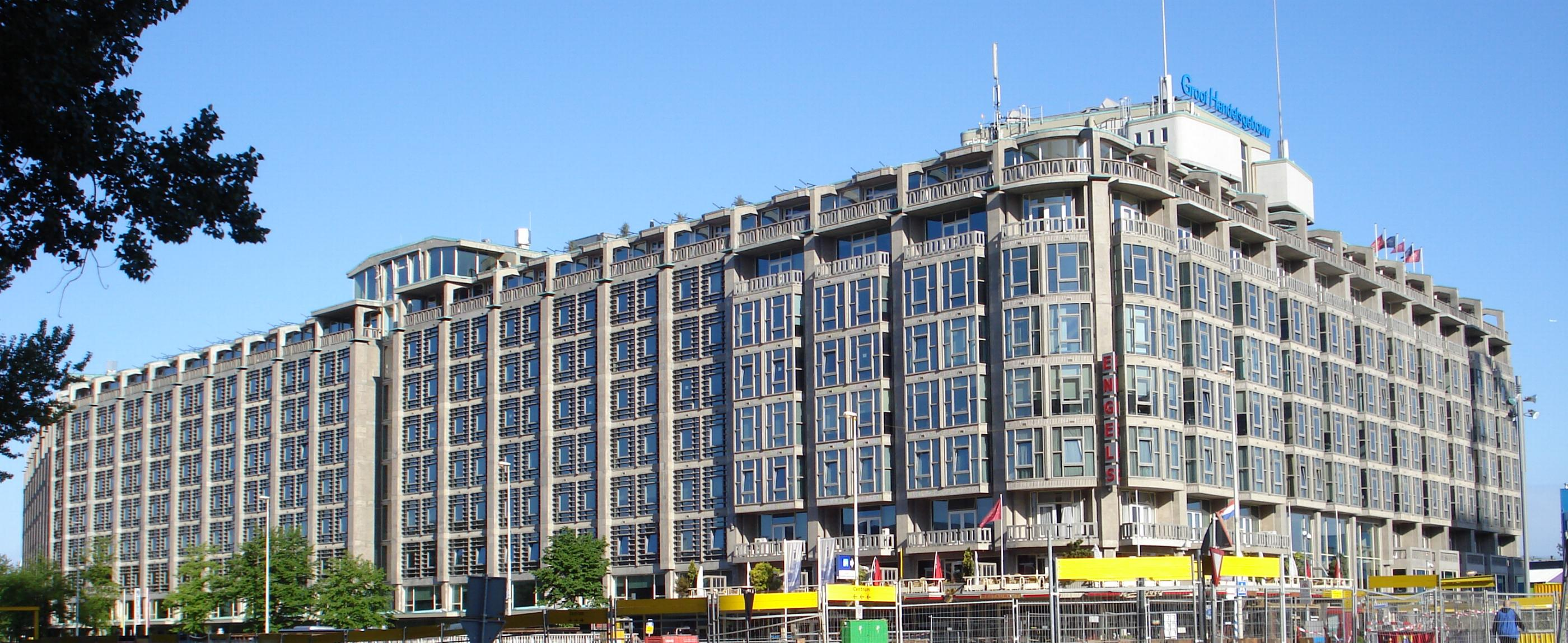
Groothandelsgebouw w Rotterdamie

Hugh Aart Maaskant (ur. 17 stycznia 1907 w Rotterdamie – zm. 27 maja 1977 tamże) – holenderski architekt. 
Zaprojektował kilka znanych budynków w Rotterdamie – swoim rodzinnym mieście oraz w Amsterdamie. Do jego najsłynniejszych dzieł można zaliczyć projekt Groothandelsgebouw w Rotterdamie z 1951, Hotelu Hilton w Amsterdamie z 1958 i Provinciehuis w 's-Hertogenbosch z 1971. 